# Imst-Pitztal
Imst-Pitztal – stacja kolejowa w Imst, w kraju związkowym Tyrol, w Austrii. Znajdują się tu 3 perony.